# Rodrigo Defendi
Rodrigo Defendi (Ribeirão Preto, Brasil, 16 de junio de 1986) es un futbolista brasileño nacionalizado italiano, que juega de defensor. Actualmente juega en el Estoril Praia de Portugal.

## Biografía
Es primo de Rafael Defendi, quién también es futbolista, juega en el FC Famalicão.[cita requerida]
Tenía 16 años cuando se unió al Tottenham. Era solo un adolescente cuando se mudó a Inglaterra y ha tenido un cierto grado de éxito en otras partes de su carrera, incluso en el equipo portugués Vitória de Guimarães.[cita requerida]

## Clubes
| Club                          | País       | Año         |
| ----------------------------- | ---------- | ----------- |
| Cruzeiro E. C.                | Brasil     | 2005        |
| Tottenham Hotspur F. C.       | Inglaterra | 2006        |
| Udinese Calcio (Cedido)       | Italia     | 2006        |
| AS Roma (Cedido)              | Italia     | 2007        |
| Avellino                      | Italia     | 2007 - 2009 |
| SE Palmeiras "B"              | Brasil     | 2010 - 2011 |
| Paraná Clube                  | Brasil     | 2011        |
| Vitória Guimaraes SC          | Portugal   | 2012 - 2013 |
| Botafogo                      | Brasil     | 2013 - 2014 |
| EC Vitória                    | Brasil     | 2014        |
| Vitória Guimaraes SC          | Portugal   | 2015        |
| Shijiazhuang Ever Bright F.C. | China      | 2015 - 2016 |
| NK Maribor                    | Eslovenia  | 2016 - 2017 |
| CD Aves                       | Portugal   | 2017 - 2019 |
| Estoril Praia                 | Portugal   | 2019 -      |

## Palmarés
| Título             | Club                 | País      | Año     |
| ------------------ | -------------------- | --------- | ------- |
| Copa de Italia     | A. S. Roma           | Italia    | 2006/07 |
| Campeonato Carioca | Botafogo             | Brasil    | 2013    |
| Taça de Portugal   | Vitória de Guimarães | Portugal  | 2012/13 |
| Copa de Eslovenia  | NK Maribor           | Eslovenia | 2015/16 |
| Prva SNL           | NK Maribor           | Eslovenia | 2016/17 |

### Distinciones individuales
- Once Ideal de la Liga eslovena: 2016/17[1]